# Batalla de Mesina
La batalla de Mesina fue la primera acción militar de Roma desarrollada fuera de la península italiana. También fue la primera confrontación entre las fuerzas romanas y cartaginesas. Las dos ciudades-estado se habían limitado, de hecho, durante siglos a defender (o agredir) las respectivas zonas de influencia, en función de los tratados firmados. Esta batalla se considera el inicio de la primera guerra púnica. 

Ruta del ejército de la República de Cartago.

## Trasfondo
Un conflicto que haría estallar la primera guerra púnica empezó cuando Hierón II decidió recapturar Mesina. Durante el periodo comprendido entre el 270 y 265 a. C. infligió serias derrotas a los mamertinos y llegó incluso a las puertas de la ciudad. Para evitar la caída de Messana, pactaron con los cartagineses y aceptaron mantener en la ciudad una guarnición cartaginesa. A cambio, estos consiguieron que Hierón aceptara detener sus acciones militares.
Poco después, sin embargo, los mamertinos se dieron cuenta de que se habían expuesto demasiado a quedar bajo el control de los cartagineses al tener una guarnición en la ciudad y enviaron una embajada a Roma en busca de una alianza. En el Senado romano hubo un gran debate, porque si bien no se quería enviar ayuda a los mamertinos por haber tomado injustamente y por traición el control de Mesenia, tampoco se quería dejar Sicilia bajo el control de los cartagineses. Además, eran muchos los que esperaban enriquecerse en el caso de que estallara una guerra. Así pues, el Senado tomó la decisión en la asamblea popular en la cual aceptó la oferta y envió al cónsul Apio Claudio al frente de la expedición. Los mamertinos, por su parte, expulsaron a la guarnición cartaginesa cuyo comandante, Hannón, fue crucificado al llegar a Cartago, condenado por cobardía.

## Batalla
Roma y Cartago enviaron un gran número de tropas a Sicilia. Los púnicos fueron los primeros en llegar, desembarcando en Lilibea, al oeste de la isla y desde allí marcharon hacia el sur, aliándose con Agrigentum y Siracusa. Entonces se desplazaron al norte y pusieron sitio a Mesina. Los romanos, con Apio Claudio al frente de dos legiones, cruzaron el estrecho de Mesina y llegaron a la ciudad por el lado opuesto sin que los cartagineses se opusieran, pues parece ser que en aquellos momentos aún pensaban pactar con los romanos y evitar la guerra. En los siguientes días siguieron una serie de negociaciones, sin éxito.
Fracasadas las negociaciones, Apio Claudio decidió a atacar primero a Hierón. A pesar de que la caballería romana fue derrotada casi completamente por la de Siracusa, los legionarios se impusieron con facilidad a los hoplitas y los mercenarios de Hierón. Si bien la victoria romana no fue clara, Hierón decidió que era mejor volver a su ciudad, y abandonó el asedio, y Apio Claudio aprovechó para atacar el campamento púnico. De nuevo, el resultado de la batalla no fue claro, pero los cartagineses, sin el apoyo de Siracusa, decidieron retirarse.

## Hechos posteriores
Apio Claudio avanzó hacia el sur, atacando sin éxito el fuerte cartaginés de Egesta y llegando a las puertas de Siracusa. Pero no tenía suficientes soldados para poner cerco a la ciudad ni disponía de apoyo naval, así que regresó a Mesina donde dejó un contingente importante de tropas y al finalizar su consulado, abandonó Sicilia. Su expedición había resultado un éxito a medias pues si bien había salvado a los nuevos aliados de Roma del dominio cartaginés, había fallado en pacificar la isla. El resultado de la batalla fue el comienzo de la primera guerra púnica que duraría más de veinte años.